# Домащин
Домащин (пол. Domaszczyn) — село в Польщі, у гміні Длуґоленка Вроцлавського повіту Нижньосілезького воєводства.
Населення — 613 осіб (2011).
У 1975-1998 роках село належало до Вроцлавського воєводства.

## Демографія
Демографічна структура станом на 31 березня 2011 року:
|          | Загалом | Допрацездатний вік | Працездатний вік | Постпрацездатний вік |
| -------- | ------- | ------------------ | ---------------- | -------------------- |
| Чоловіки | 300     | 72                 | 210              | 18                   |
| Жінки    | 313     | 60                 | 201              | 52                   |
| Разом    | 613     | 132                | 411              | 70                   |